# Finntroll
Finntroll é uma banda de folk metal da Finlândia. Sua música combina death metal melódico e uma espécia de polka finlandesa chamada de humppa. Mesmo sendo uma banda finlandesa, as letras da banda são em Sueco, por causa do primeiro vocalista Katla que mantinha suas raízes suecas (o sueco é também um idioma oficial finlandês ao lado do próprio idioma finlandês).

## Formação
- Sami 'Tundra' Uusitalo – baixista (1998–presente)
- Henri 'Trollhorn' Sorvali – tecladista (1998–presente, apenas grava os discos desde 2004)
- Samuli 'Skrymer' Ponsimaa – guitarrista (1998–presente)
- Mikael 'Routa' Karlbom – guitarrista  (2003–presente)
- Aleksi 'Virta' Virta – tecladista (2005–presente)
- Mathias 'Vreth' Lillmåns – vocalista (2006–presente)
- Heikki "Mörkö" Saari – baterista (2014–presente)

### Ex-membros
- Tapio Wilska – vocalista (2002–2006; Demitido por razões particulares.)
- Jan 'Katla' Jämsen – vocalista (1997–2001; Saiu pela retirada de um tumor que o impossibilitou de voltar a cantar.)
- Teemu 'Somnium' Raimoranta - guitarrista (1997–2003; Afirma-se que o membro fundador Somnium, quando embriagado, caiu de uma ponte em Helsínquia, morrendo. Mas o cantor de Impaled Nazarene, Mika Luttinen, aclama que a morte de Teemu Raimoranta foi suicídio e que este na hora de morte só tinha no sistema a quantidade de álcool equivalente a três cervejas. Diz que ele suicidou-se.)
- Tomi Ullgren – guitarrista (1997–1998)
- Samu 'Beast Dominator' Ruotsalainen – baterista (1998-2014)

## Discografia

### Álbuns
- Midnattens Widunder (1999) ('O Monstro da Meia-Noite')
- Jaktens Tid (2001) ('Temporada de Caça')
- Visor om Slutet (2003) ('Sons sobre o fim')
- Nattfödd (2004) ('Nascido na Noite')
- Ur Jordens Djup (2007) ('Das profundezas da Terra')
- Nifelvind (2010) ('Ventos do Submundo')
- Blodsvept (2013) ('Envolto Em Sangue')
- Vredesvävd (2020)

### Ao Vivo
- Natten med de levande Finntroll (2014)

### EPs
- Visor om Slutet (2003)
- Trollhammaren (2004) ('Martelo de Troll')

### Demos
- Rivfader (1998) ('Rivfader')